# Teotenango

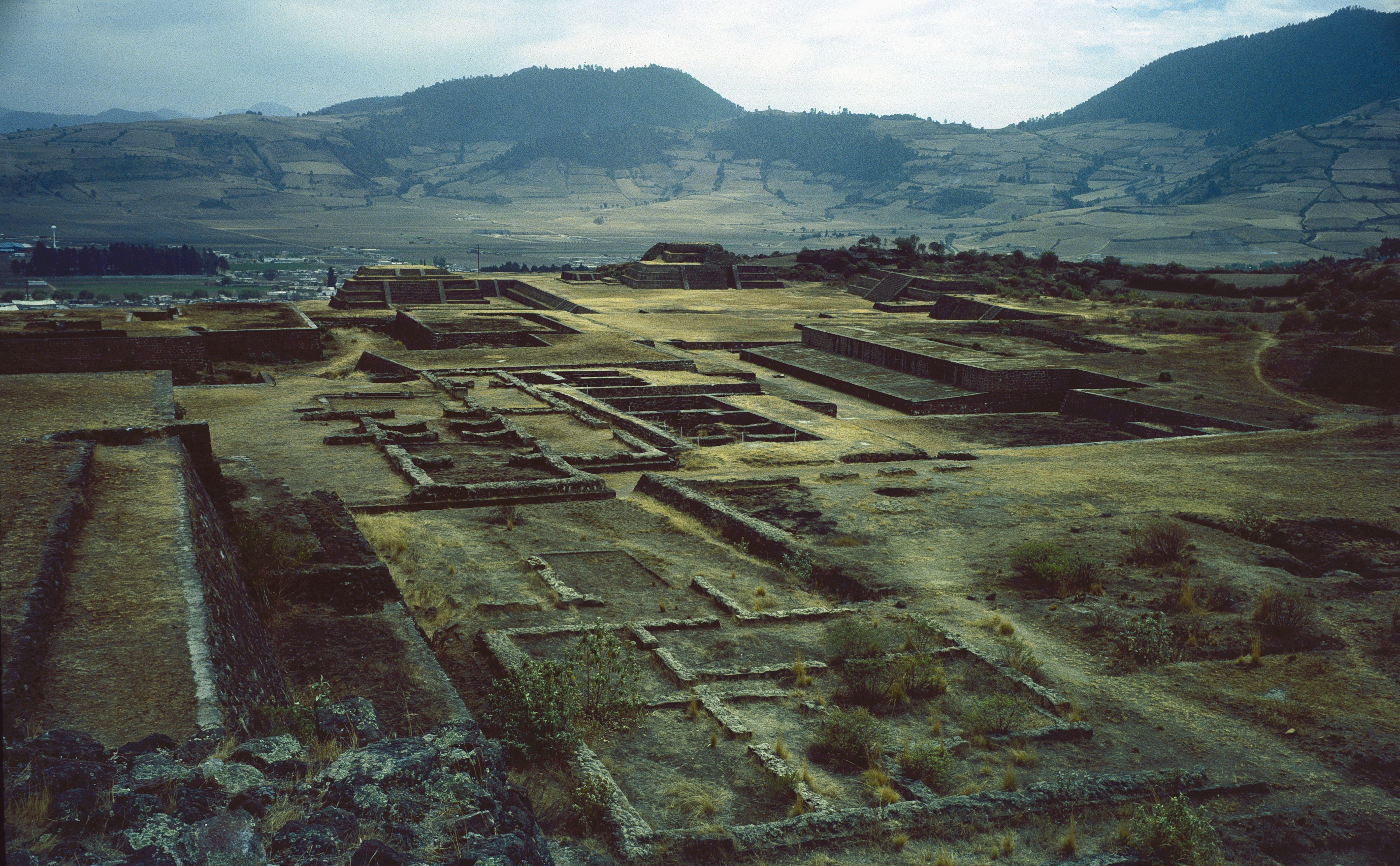
Teotenango von Westen

Teotenango (Náhuatl: echter, göttlicher Ort der Festungsmauer) ist eine mesoamerikanische Ausgrabungsstätte im mexikanischen Bundesstaat México rund 22 Kilometer südlich der Staatshauptstadt Toluca und unmittelbar am westlichen Rand der Stadt Tenango de Arista, früher Tenango del Valle. Die Bewohner waren vor der spanischen Eroberung die zu den Otomí gehörenden Matlatzinca.

## Lage
Die Ausgrabungsstätte liegt auf einem hohen und breiten Lavafeld eines kleinen Vulkans ungefähr 100 Meter über der umgebenden Ebene und dem modernen Ort. Nach der spanischen Eroberung im frühen 16. Jahrhundert war es offizielle Politik von Staat und Kirche, die Bevölkerung von den schwer zugänglichen Orten in günstiger gelegene und kontrollierbare umzusiedeln. Das geschah auch in diesem Fall, wobei der Name wie üblich auf die neue Siedlung übertragen wurde. Die alte Siedlung wurde zur Unterscheidung „das echte Tenango“ genannt. Das Gelände der alten Siedlung wurde landwirtschaftliche Fläche, aus der nur schwer erkennbar einzelne Pyramidenstümpfe und Terrassenmauern herausragten.

## Ausgrabung

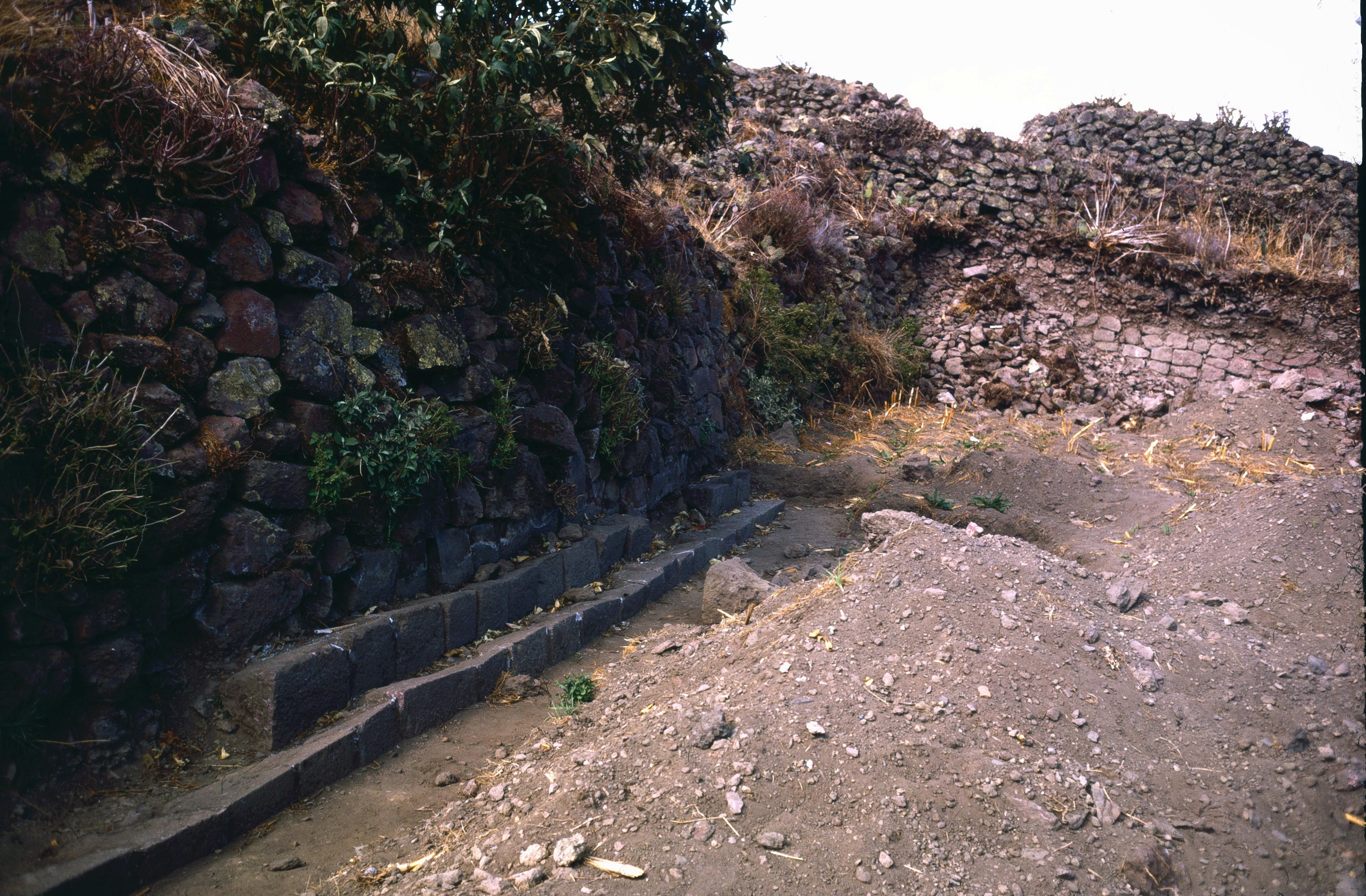
Beginnende Ausgrabung mit Ansatz einer Treppe

In den 1970er Jahren hat der mexikanische Archäologe Román Piña Chan mit Geldern des Bundesstaates eine groß angelegte Ausgrabung vorgenommen, deren Ziel offensichtlich in erster Linie die Rekonstruktion des zeremoniellen Abschnittes der alten Siedlung aus touristischen Interessen war, während die Wohnsiedlung im Süden nicht erforscht wurde. Das Rekonstruktionsverfahren bestand daran, seichte Suchschnitte in Richtung auf von modernen Bruchsteinmauern begrenzte Geländestufen voranzutreiben. Sobald diese Suchschnitte auf die meist nur ein oder zwei Steinreihen von Treppen oder Böschungswänden stießen, wurden diese so weit hochgemauert, bis sich Böschungswände und Treppen trafen. Weitere Evidenz war meist nicht vorhanden. Deshalb erweckt die Rekonstruktion mit zahlreichen Treppen und Böschungen einen sehr sterilen Eindruck. Eine umfangreichere Publikation der Grabung und Rekonstruktion fehlt bis heute.

## Bauten
Man betritt die Zone über eine bei den Ausgrabungen neu angelegte und nur für Fußgänger zugelassene Straße, die am Fuß der gewaltigen, nur an dieser Stelle freigelegten und rekonstruierten zweistufigen Stütz- und Verteidigungsmauer endet. Über eine gemauerte Treppe gelangt man auf die Fläche der alten Stadt. Das Ausgrabungsgebiet wurde in fünf Bereiche unterteilt, die mit den Buchstaben A bis E bezeichnet wurden.

### Conjunto A

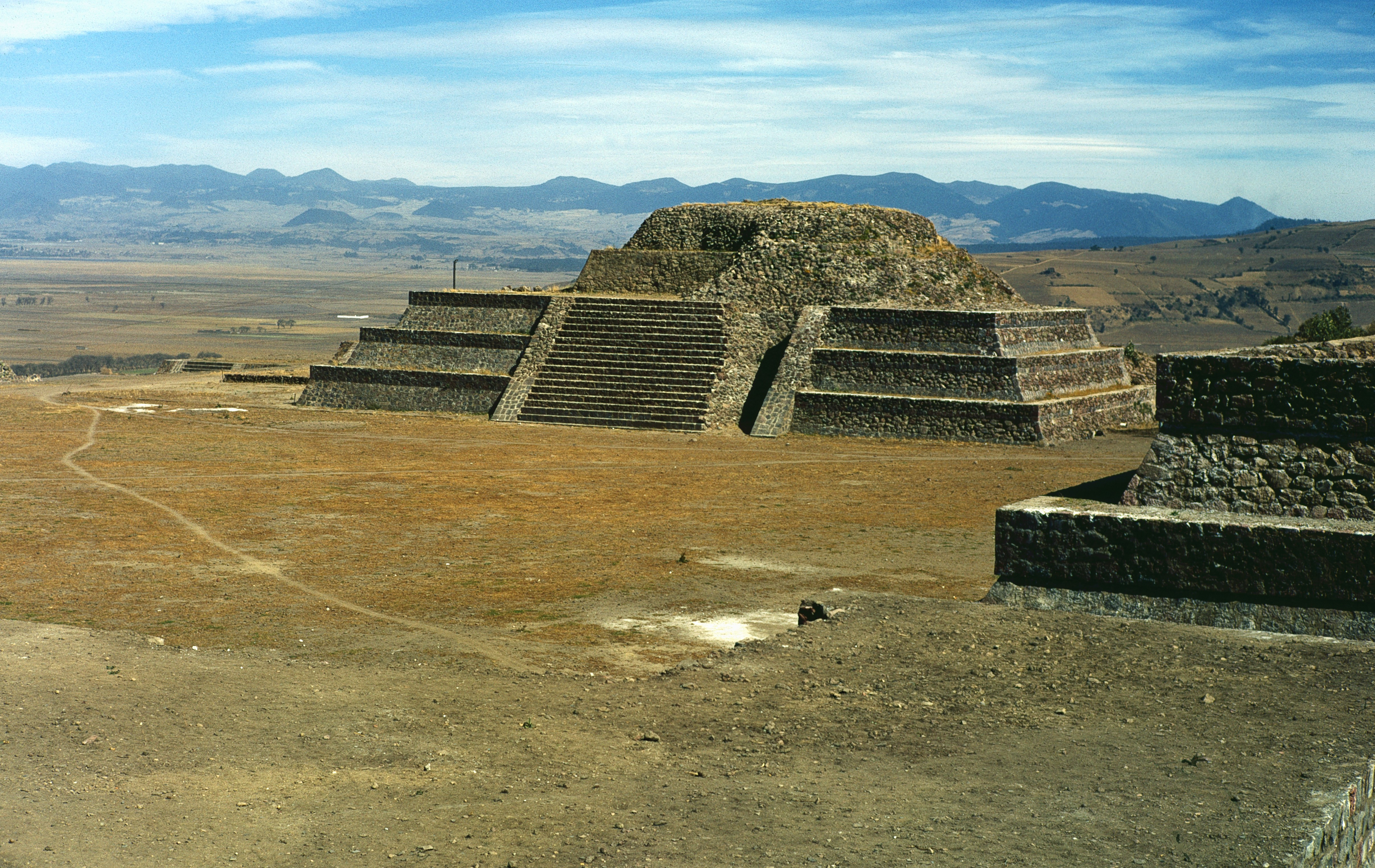
Conjunto A, Pyramide 1

Oberhalb der Zugangstreppe liegt die große, unregelmäßig geformte Plaza, an deren östlichem Ende sich eine Pyramide mit drei Stufen im „tablero-talud“-Stil befindet. Die Treppe mit Treppenwangen auf der Westseite führt zu einem Absatz, auf dem ein kleinerer Baukörper aus zwei Stufen liegt, diesmal mit erheblich schmalerer Treppe. Die Rückseite der Pyramide scheint ursprünglich nicht gestuft gewesen zu sein. Vor der Pyramide liegt ein langer niedriger Sockel, der vermutlich wie die anderen dieses Typs Bauten aus vergänglichem Material getragen hat.

### Conjunto B

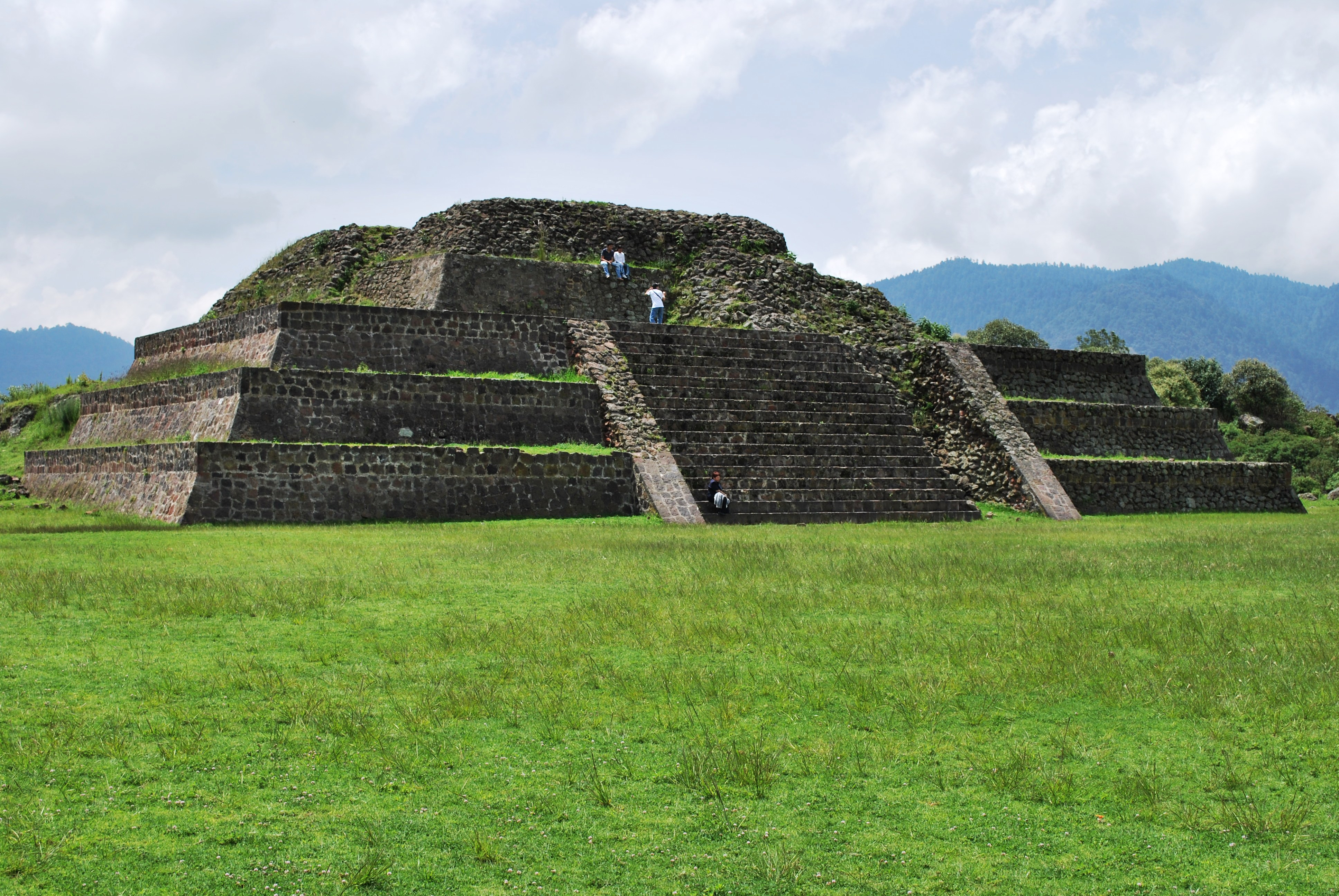
Conjunto B, Pyramide 1

Dieser Bereich liegt südlich des vorgenannten auf einem etwas höheren Niveau und ist wiederum durch eine Treppe zu erreichen. Er wird vor allem durch eine Plaza gebildet, die von Pyramiden an der Ost- und Südseite begrenzt wird. Auch diese Pyramiden weisen drei Stufen auf, darüber befindet sich ein nicht rekonstruierbarer Bauteil, vermutlich aus zwei Stufen. Von der südlichen Pyramide wurde ebenfalls nur die Frontseite rekonstruiert. Auch auf diesem Niveau sind die niedrigen Sockel für nicht erhaltene Gebäude zu finden.

### Conjunto D
Dieser Komplex bildet den nordwestlichen Teil des ausgegrabenen Bereiches und ist gekennzeichnet durch einen großen Mauerblock von 120 Meter Länge.

### Conjunto E

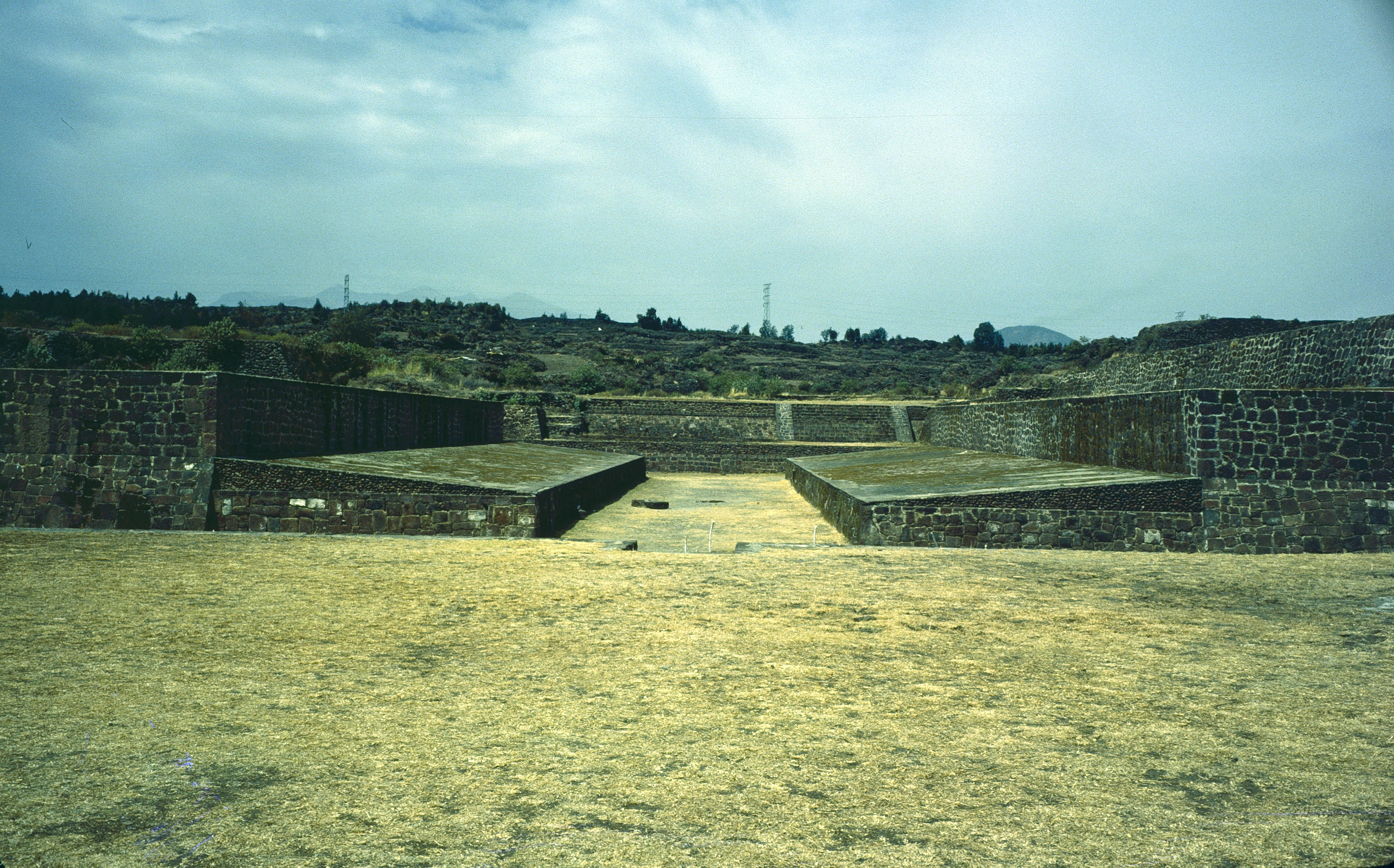
Ballspielplatz

Der Ballspielplatz bildet das Zentrum dieses Bereiches. Grundriss und Konstruktion des Ballspielplatzes entsprechen dem Muster im zentralen Mexiko mit sehr schwach geneigten seitlichen Flächen und niedrigen Reflexwänden. Weiter westlich liegt ein Komplex mit den niedrigen Mauern eines Wohngebietes, der zu den ältesten der Siedlung zählt.

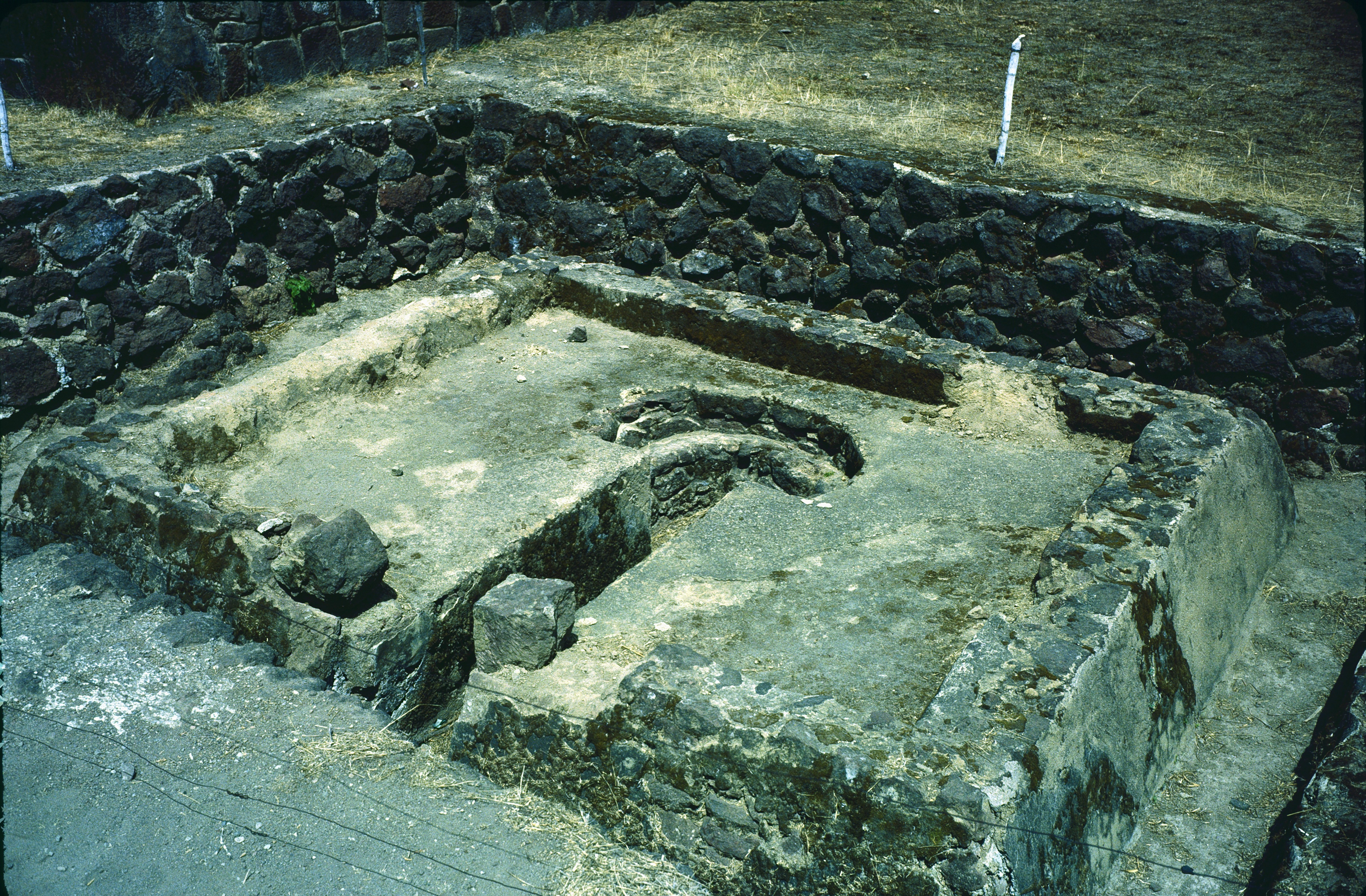
Temazcal im Ballspielplatz

Am Ostende des Ballspielplatzes liegt ein Temazcal, von dem nur niedrige Mauerreste erhalten sind.

### Monumente
Teotenango verfügt über eine kleine Zahl von Skulpturen. Zumeist handelt es sich um Skulpturen am gewachsenen Fels. Am bekanntesten ist das Relief eines Jaguars, der etwas wie ein Herz frisst. Zur Linken des Jaguars befindet sich das Datum des Jahres 2 Kaninchen, zur Rechten in einem anderen Schreibstil das (Tages?-)Datum 9 Haus.
Am nordwestlichen Ende des Mauerblocks von Conjunto D befindet sich, ebenfalls aus dem anstehenden Felsen herausgearbeitet, die Skulptur einer Schlange. Etwas weiter westlich befindet sich die „Calle de la Randa“, eine natürliche Schlucht, in der sich die namengebende  Skulptur eines Frosches befindet. Im lokalen Museum ist eine einzigartige Stele mit kalendarischen Schriftzeichen zu sehen.